# Igor Jakovlevics Sztyecskin
Igor Jakovlevics Sztyecskin (orosz betűkkel: Игорь Яковлевич Стечкин; Alekszin, 1922. november 15. – Tula, 2001. november 28.) szovjet fegyvertervező. Legismertebb fegyvere a gyakran csak „Sztyecskin” néven emlegetett APSZ–9 automata pisztoly.
Sztyecskin 1922. november 15-én született a Tulai terület Alekszin nevű városában, értelmiségi családban. 1948-ban végezte el a Tulai Gépészeti Főiskolát. Utána a tulai CKB–14 tervezőiroda (ma: Finommechanikai Tervezőiroda, KBP) munkatársa lett, ahol haláláig dolgozott. 1951-ben egy pályázatra készítette el a sorozatlövésre is alkalmas automata pisztolyát. Sorozatlövéshez a fegyver fából készült tokját lehetett tusaként rögzíteni a markolathoz. 1951. december 3-án rendszeresítették a Szovjet Hadseregben a pisztolyt, amely az APSZ–9 típusjelet kapta. A fegyvert tisztek, illetve harcjárművek parancsnokai és repülőgépek személyzete számára rendszeresítették mint kisméretű, de nagy tűzerejű önvédelmi pisztolyt. Az APSZ–9 tervezéséért 1962-ben Állami Díjat kapott. Az 1950-es évek végétől bekapcsolódott a páncéltörő rakéták fejlesztésébe, részt vett többek között a 9M111 Fagot és 9M113 Konkursz páncéltörő rakéták tervezésében. 1971-ben visszatért a tervezőiroda lőfegyverekkel foglalkozó részlegéhez. Nevéhez fűződik a TKB–0116 Mogyern kompakt rövid csőhátrasiklásos géppisztoly. Az AK–74 leváltására "Abakan" néven meghirdetett pályázatra készítette az 5,45 mm-es TBK–0146 kísérleti gépkarabélyt, de a pályázaton alulmaradt Gennagyij Nyikonov AN–94 gépkarabélyával szemben. Az 1990-es évek elején Sztyecskin ismét a pisztolyokkal kezdett foglalkozni. Borisz Avramovval közösen tervezték a 9 mm-es OC–27 Berdis és az 5,45 mm-es OC–23 Drotyik öntöltő pisztolyt, valamint az OC–01 Kobalt revolvert.
2001. november 28-án hunyt el rákban, sírja Tulában található.